# Бреські герба Бонча
Бреські гербу Боньча - польські, українські, білоруські шляхетські роди часів Речі Посполитої.

## Історія
Рід Бреських гербу Боньча (Brzescy) походить з земель Малопольщі. Це була гілка сенаторської родини Куницьких відома з 15-го століття. 
Представниками роду були багато урядників, військових і політичних діячів часів Речі Посполитої у воєводствах: Краківському, Люблінському, Чернігівському та Холмському.
Родина Бреських гербу Боньча взяла своє прізвище від маєтку Бресько, у 15-16 століттях вони успадкували частину міста Куниці. З них Іван і Людвик брали участь в Елексійному сеймі під час обрання королем Івана III Собеського. Ігнатій Боньча Бреський був міським бурграфом Ковеля в 1778-1780 роках.